# Асланікашвілі Мамука Олександрович
Мамука Олександрович Асланікашвілі (27 вересня 1946, село Ладжана, тепер Цагерський муніципалітет, Грузія — застрелився 1986, місто Кутаїсі, тепер Грузія) — грузинський радянський державний діяч, 1-й секретар Кутаїського міського комітету КП Грузії. Член ЦК Комуністичної партії Грузії. Депутат Верховної Ради Грузинської РСР 10-го скликання. Депутат Верховної Ради СРСР 11-го скликання.

## Життєпис
З 1963 року — слюсар із ремонту цеху електропокриття Руставського металургійного заводу Грузинської РСР.
У 1967—1971 роках — майстер, інженер-конструктор Руставського заводу «Центроліт».
Член КПРС з 1968 року.
У 1971—1975 роках — 2-й секретар, 1-й секретар Руставського міського комітету ЛКСМ Грузії.
У 1973 році закінчив Грузинський державний політехнічний інститут імені Леніна в місті Тбілісі.
У листопаді 1975 — серпні 1977 року — завідувач організаційного відділу Руставського міського комітету КП Грузії.
У серпні 1977—1979 роках — секретар ЦК ЛКСМ Грузії.
У 1979—1983 роках — 1-й секретар Зестафонського районного комітету КП Грузії.
У 1983—1986 роках — 1-й секретар Кутаїського міського комітету КП Грузії.
У 1986 році застрелився в робочому кабінеті в місті Кутаїсі.

## Нагороди
- орден «Знак Пошани» (13.04.1981)
- медаль «За трудову відзнаку»